# Chicoreus palmarosae
Espèce
Chicoreus palmarosae ou Murex pétales de rose est une espèce de mollusques gastéropodes. C'est un coquillage rare.

## Description
- Répartition : dans le sud-ouest de l'océan Pacifique ainsi qu'au Sri Lanka et au Japon.
- Taille : de 7 à 12 cm.

La partie supérieure des ramifications est de couleur rosée.

## Philatélie
Ce coquillage figure sur une émission du Territoire français des Afars et des Issas de 1976 (valeur faciale : 5 F).

## Source
- Arianna Fulvo et Roberto Nistri (2005). 350 coquillages du monde entier. Delachaux et Niestlé (Paris) : 256 p.  (ISBN 2-603-01374-2)
- Giorgio Gabbi avec illustrations de Monica Falcone, Coquillages : étonnants habitants des mers, Éditions White Star, 2008, 168 p.   (ISBN 978-88-6112-131-7), Coquillages du monde : Chicoreus palmarosae page 141